# Jacques Touchard
Jacques Touchard (1885 — 1968) foi um matemático francês.
Em 1953 provou que um número perfeito ímpar deve ser da forma 12k + 1 ou 36k + 9. Em combinatória e teoria das probabilidades introduziu os polinômios de Touchard. É também conhecido por sua solução do problema de ménage de determinação do arranjo de assentos nos quais homens e mulheres se alternam e casais não estão sentados ao lado de seu parceiro.

## Identidade de Touchard-Catalan
A seguinte identidade algébrica envolvendo os números de Catalan
{\displaystyle C_{k}={1 \over {k+1}}{{2k} \choose {k}},\quad k\geq 0}
é aparentemente devida a Touchard (de acordo com Richard Peter Stanley, que menciona o assunto em seu artigo "Exercises on Catalan and Related Numbers", apresentando uma plenitude de diferentes definições dos números de Catalan).
Para n ≥ 0 temos
{\displaystyle C_{n+1}=\sum _{k\,\leq \,n/2}2^{n-2k}{n \choose 2k}C_{k}.\,}
Usando a função geradora
{\displaystyle C(t)=\sum _{n\geq 0}C_{n}t^{n}={{1-{\sqrt {1-4t}}} \over {2t}}}
pode ser provado por manipulação algébrica de séries geradoras que a identidade de Touchard é equivalente à equação funcional
{\displaystyle {t \over {1-2t}}C\left({t^{2} \over (1-2t)^{2}}\right)=C(t)-1}
satisfeita pela série geradora de Catalan C(t).